# 中庄 (臺中市)
中庄，是臺灣臺中市大安區的一個傳統地域名稱，也是全區行政中心所在地，位於該區中部偏西南。相較於今日行政區，其範圍大致為中不含三塊厝排水以東地區。

## 歷史
台灣清治末期，中庄地區為一街庄，稱為「中庄」，隸屬於苗栗三堡。該庄西北臨台灣海峽，北與龜殼庄為鄰，東與三塊厝庄、福興庄為鄰，南邊為東勢尾庄，西南邊為南。
1901年（日明治三十四年）11月，全台廢縣廳改設二十廳，該庄隸屬於苗栗廳。1903年（明治三十六年）6月，該庄編入「十八庄區」，仍隸屬於苗栗廳。1909年（明治四十二年）10月，全台二十廳合併為十二廳，苗栗廳廢止，十八庄區改隸屬於臺中廳。1920年（大正九年），全台地方制度大改正，該庄改制為「中庄」大字，隸屬於臺中州大甲郡大安庄。
戰後大安庄改制為大安鄉，隸屬於臺中縣，大字亦改制為村。1950年10月，中、彰、投分治，大安鄉隸屬不變。2010年12月，隨著臺中縣、市合併為直轄臺中市，大安鄉改制為大安區，村亦改制為里。

## 聚落
本地區發展較早的聚落為中庄（海尾庄）、頂庄（中庄），在日治期初期的官方地圖上已有記載。此外，本地區尚有頂庄（大安市區）聚落。

## 交通
省道台61線又稱「西部濱海快速公路」，是新北市八里至臺南市安南的快速公路，大致以東北—西南走向經過中庄地區中部偏西北地帶，由此可快速前往台灣西部海岸各地。
區道中7線（中山南路）是田心子至水汴頭道路，大致以北偏東—南偏西走向繞大彎轉西北—東南走向經過本地區東部。由該道路向北偏東可前往龜殼、溪洲西北部的頂龜殼、海墘厝、北汕、下大安、田心子並止於安田庄，向東南可前往東勢尾、六塊厝東北部的水汴頭聚落並止於省道台1線路口。
區道中17線（中松路、中山南路、南安路）是松子腳至南埔的道路，大致以東北—西南走向由本地區東部邊界入境，至區道中7線（中山南路）路口轉南南東—北北西走向與其共線，至萬安路路口再轉東向西獨行後，於本地區西部邊界出境。由該道路向東北可前往福興西北部、福興與三塊厝交界地帶、牛埔、溪洲、松子腳並止於市道132號路口，向西轉西南可前往南庄、南埔並止於大甲溪北岸的南埔堤防道路路口。
區道中18線（興安路）是頂庄至大甲的道路，其西側端點位於本地區東南部頂庄聚落大安國小旁的區道中7線路口。由此向東北轉東偏南出境後，可前往福興、福興與牛埔交界地帶、牛埔與後厝子交界地帶、番子寮西北角、庄尾、大甲市區並止於舊省道台1線（順天路）路口。

## 學校
- 大安國小